# 馬羅訥河
45°04′21″N 01°55′39″E / 45.07250°N 1.92750°E
馬羅訥河（法語：Maronne，法語發音：[maʁɔn]）是法國的河流，位於該國中南部，屬於德羅訥河的左支流，河道全長92.6公里，流域面積821平方公里，平均流量每秒20.3立方米，河口處在阿让塔和多尔多涅河畔蒙索之間。

## 外部連結
- http://www.geoportail.fr （页面存档备份，存于）
- The Maronne at the Sandre database